# Arachnothryx hameliifolia
Arachnothryx hameliifolia là một loài thực vật có hoa trong họ Thiến thảo. Loài này được (Dwyer & M.V.Hayden) Borhidi mô tả khoa học đầu tiên năm 1982.